# جاکا لاکویچ
جاکا لاکویچ (انگلیسی: Jaka Lakovič؛ زادهٔ ۹ ژوئیهٔ ۱۹۷۸) بازیکن بسکتبال اهل اسلوونی است.
از باشگاه‌هایی که در آن بازی کرده‌است می‌توان به باشگاه فوتبال بارسلونا، باشگاه بسکتبال پاناتینایکوس، و باشگاه بسکتبال بارسلونا اشاره کرد.
وی در مسابقات کشوری و بین‌المللی در مجموع برندهٔ ۱ مدال نقره شده‌است.